# Ајлиф (Колорадо)
Ајлиф (Колорадо) (енгл. Iliff) град је у америчкој савезној држави Колорадо.

## Демографија
По попису из 2010. године број становника је 266, што је 53 (24,9%) становника више него 2000. године.
| Група             | 2000.       | 2010.       |
| Белци             | 182 (85,4%) | 223 (83,8%) |
| Афроамериканци    | 0 (0,0%)    | 2 (0,8%)    |
| Азијати           | 1 (0,5%)    | 0 (0,0%)    |
| Хиспаноамериканци | 26 (12,2%)  | 35 (13,2%)  |
| Укупно            | 213         | 266         |